# 千葉重太郎
千葉 重太郎（ちば じゅうたろう）は、幕末の剣客、鳥取藩藩士。北辰一刀流桶町千葉道場の創設者・千葉定吉の長男。

## 生涯

### 剣術修行
文政7年（1824年）、北辰一刀流桶町千葉道場（小千葉）の創設者・千葉定吉の長男として誕生。妹に千葉さな子などがいる。
幼少より父・定吉から北辰一刀流剣術を学び、嘉永6年（1853年）に父が鳥取藩の剣術師範に就任したため道場を任された。剣士としての力量については説が定まらないが、本家筋にあたる玄武館道場が千葉道三郎の代になって衰退した一方で、重太郎が道場を任された後も桶町道場の人気は衰えず、幕末期は師範の実力が道場の盛衰に直結する時代であったと推測され、この観点からも重太郎の実力のほどがわかる。
この頃、土佐藩士の坂本龍馬が千葉道場に入門しており、龍馬に剣術指南をしたのは主に重太郎であったと考えられる。龍馬を題材にした創作作品によく登場し、それらにおいて明朗快活な好青年として描かれる。また「千葉道場の跡取り」というイメージからか、父共々、鳥取藩士であったことは描かれないことが多い（勝海舟暗殺未遂事件の時には既に鳥取藩に仕官している）。

### 鳥取藩仕官
万延元年（1860年）、重太郎は鳥取藩に仕官した。重太郎は鳥取藩士として江戸政界に関わる中で勝海舟の開国論に反感を抱き、文久2年（1862年）に勝邸を訪れ、これを暗殺しようとしたが失敗した。
また、文久4年（1864年）正月から数ヶ月間、生野の変に敗れた勤皇志士・北垣晋太郎、原六郎らを匿い、このことが幕府の知るところとなり道場を探索されそうになった。そのため、重太郎は道場の全員を退去させ、単身、探索方の来場を待つ状態まで追い込まれるが、重太郎の人品を知る老中・板倉勝静が「千葉重太郎は不良の徒に非ざるなり。もし浪士を隠匿するあらば、我親しく招致して諭さんとす、今公武の間疎隔を来さんとす、万一追捕の挙に出ては、彼、もとより剣客塾中の徒と、腕の続かん限り相闘わば、まさに大事に至るべし」としてこれを擁護した。
戊辰戦争では鳥取藩の河田左久馬や、原らとともに志願農兵隊・山国隊の指導に当たった。

### 明治期

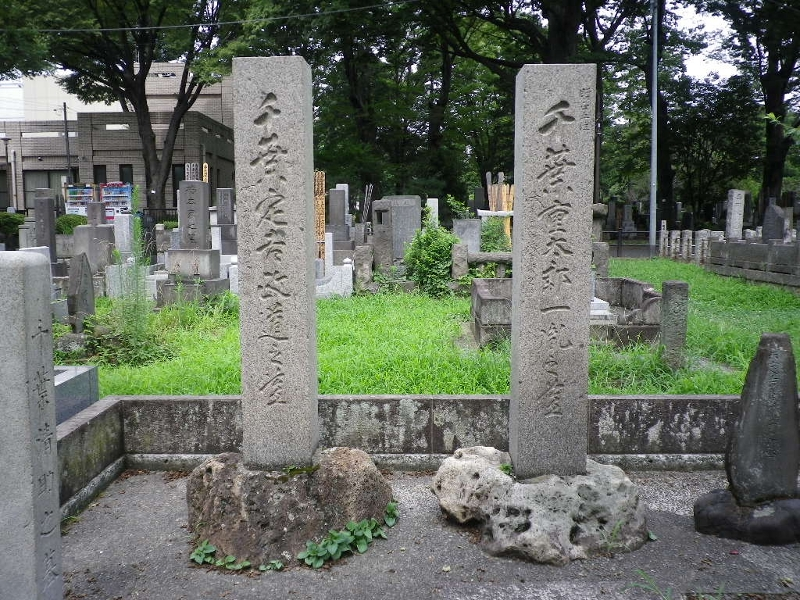
千葉定吉と千葉重太郎の墓

明治維新後は鳥取県・京都府・北海道開拓使の官吏として活躍した。幕末期に重太郎に匿われた北垣と原は、明治になり北垣は政治家・官僚（京都府知事・北海道庁長官など）、原は実業家となり成功し、彼らは重太郎やその家族を支援した。
明治18年（1885年）に死去。墓は東京都豊島区南池袋の雑司ヶ谷霊園に現存している。
明治40年（1907年）、正五位を追贈された。

## 千葉重太郎が登場する作品
- 『千葉の名灸』（横浜毎日新聞 1903年8月7日〜11月25日連載）

漫画
- 『お～い!竜馬』（原作：武田鉄矢、作画：小山ゆう）
- 『竜馬がゆく』（原作：司馬遼太郎、作画：鈴ノ木ユウ）

テレビドラマ
- 『竜馬がゆく』（1968年、NHK大河ドラマ、演者：市川男女蔵）
- 『勝海舟』（1974年、NHK大河ドラマ、演者：原田大二郎）
- 『竜馬がゆく』（1982年、テレビ東京、演者：峰岸徹）
- 『竜馬におまかせ!』（1996年、日本テレビ、演者：別所哲也）
- 『竜馬がゆく』（1997年、TBSテレビ、演者：髙嶋政宏）
- 『竜馬がゆく』（2004年、テレビ東京、演者：的場浩司）
- 『JIN-仁-』（2009年、TBSテレビ、演者：平山浩行）
- 『龍馬伝』（2010年、NHK大河ドラマ、演者：渡辺いっけい）